# Time (Clock of the Heart)
Time (Clock of the Heart) è un singolo del gruppo musicale britannico Culture Club, pubblicato nel 1982. Il brano è stato estratto dall'album Kissing to Be Clever in Nord America, mentre in buona parte del resto del mondo è uscito come singolo a sé stante.

## Tracce
- 7" (Europa)

1. Time (Clock of the Heart) – 3:42
2. White Boys Can't Control It – 3:42

- 7" (USA)

1. Time (Clock of the Heart) – 3:41
2. Romance Beyond the Alphabet (Time Instrumental) – 3:34

## Classifiche
| Classifica (1982)                | Posizione massima |
| -------------------------------- | ----------------- |
| Irlanda                          | 4                 |
| Regno Unito                      | 3                 |
| Classifica (1983)                | Posizione massima |
| Australia                        | 12                |
| Austria                          | 9                 |
| Belgio (Fiandre)                 | 13                |
| Canada                           | 4                 |
| Finlandia                        | 7                 |
| Germania                         | 16                |
| Nuova Zelanda                    | 4                 |
| Paesi Bassi                      | 10                |
| Stati Uniti                      | 2                 |
| Stati Uniti (adult contemporary) | 6                 |
| Svezia                           | 11                |
| Svizzera                         | 9                 |